# Luc Chapdelaine
Pour les articles homonymes, voir Chapdelaine.
Luc Chapdelaine est un acteur québécois, né à Valleyfield.

## Biographie
Il a grandi à Saint-Constant sur la rive sud de Montréal, et a étudié à l'école nationale de théâtre du Canada.

## Filmographie
- 1999 - 2003 : Watatatow : Louis-Philippe Caron D'Amour
- 2001 - 2002 : Le Monde de Charlotte : Thomas
- 2003 : Temps dur : Léo Vachon
- 2003 : Un destin une histoire : Clément Gosselin
- 2004 : Le Négociateur : Barbeau
- 2005 : Cover Girl (série télé) : Jérôme
- 2006 - 2009 : La Promesse : Dave Kunik
- 2007 : Miss Météo : Vincent Trudeau
- 2007 : Steak le film : Bibi le Barman